# В ніч місячного затемнення
«В ніч місячного затемнення» (рос. «В ночь лунного затмения») — радянський художній фільм режисера Бараса Халзанова, знятий на Свердловській кіностудії у 1978 році.

## Сюжет
Події фільму відбуваються в XVII столітті. Драма з історії башкирського народу.

## У ролях
- Гюллі Мубарякова — Танкабіке
- Советбек Жумадилов — дервіш
- Наталія Арінбасарова — Шафак
- Чоробек Думанаєв — Ак'єгет/Юлмурза
- Ділором Камбарова — Зубаржат
- Бектимир Муллабаєв — Дівана
- Нуржуман Ітимбаєв — Ялсигул
- Дімаш Ахімов — Кусербей
- Барас Халзанов — Рискул-бей
- Валіахмет Галімов — аксакал

## Знімальна група
- Сценарій: Володимир Валуцький
- Режисер: Барас Халзанов
- Оператор: Віктор Осенніков
- Композитор: Мурад Кажлаєв
- Художник: Віктор Тихоненко